# Théâtre 13
 (novembre 2022).
Le Théâtre 13, historiquement situé au 103A boulevard Auguste-Blanqui dans le 13e arrondissement de Paris, est un théâtre d'arrondissement créé en 1981 et subventionné par la Mairie de Paris. Depuis novembre 2011, une deuxième salle lui a été adjointe au 30 rue du Chevaleret, toujours dans le 13e arrondissement, sous le nom de « Théâtre 13 / Bibliothèque », la salle historique étant de ce fait baptisée « Théâtre 13 / Glacière ».

## Historique

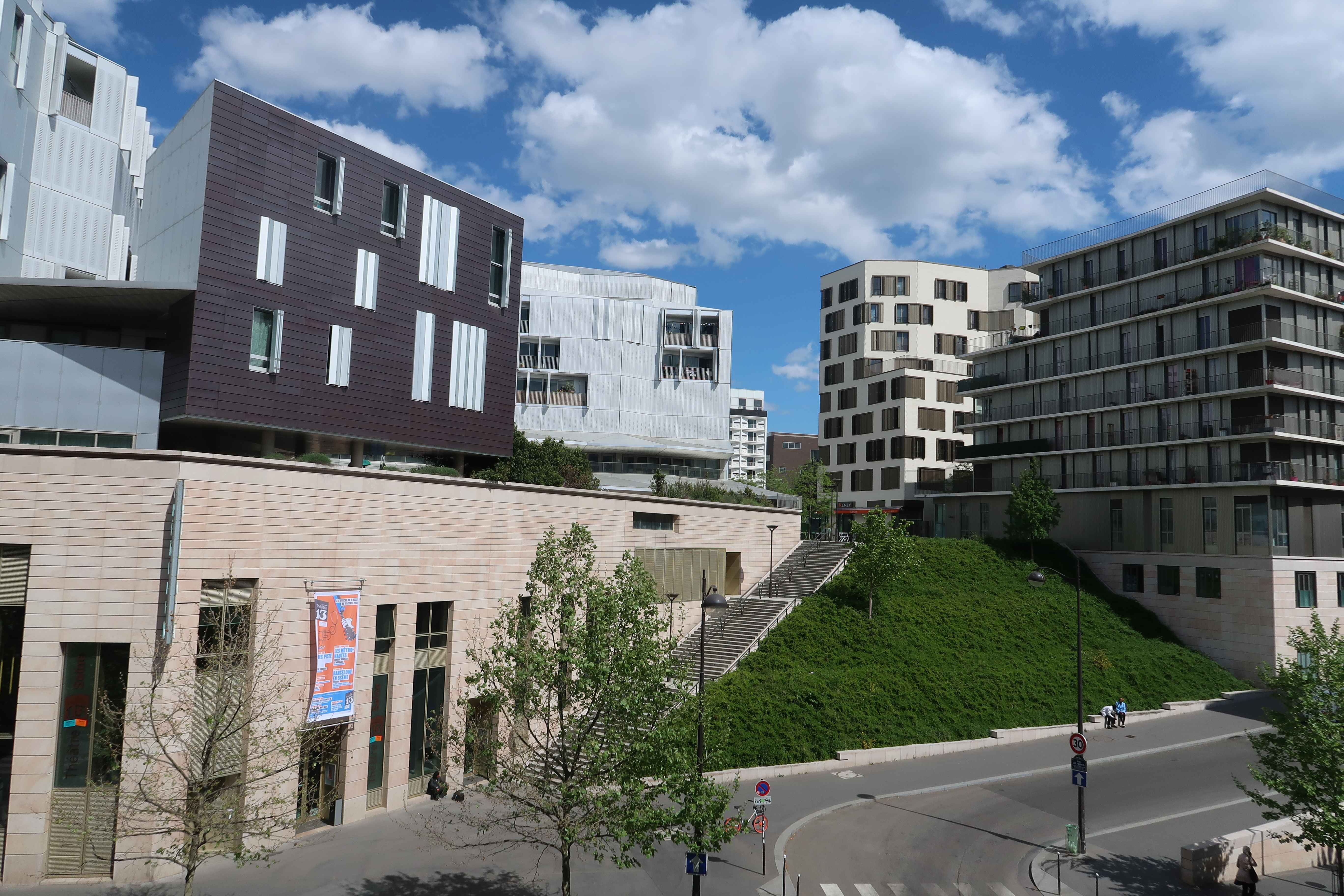
Entrée du théâtre, en bas à gauche.

Colette Nucci a assuré la direction du Théâtre 13 de 1999 à 2020. Le Théâtre 13 est régulièrement nommé[source secondaire souhaitée] aux Molières et a obtenu, en 2004, le Molière du meilleur spectacle du Théâtre public (Comme en 14 ! de Dany Laurent).
Une nouvelle salle de 220 places a ouvert le 25 novembre 2011 sous le nom de « Théâtre 13 / Seine » au 30 rue du Chevaleret, créée et financée par la Ville de Paris. Les deux salles ont la même direction sous le nom de « Théâtre 13 » avec pour slogan « Une saison, un théâtre, deux lieux ». À cette occasion, la salle historique du boulevard Blanqui a été baptisée « Théâtre 13 / Jardin »,.
Les bureaux de l'administration sont alors déménagés dans cette nouvelle salle qui deviendra petit à petit la salle principale du théâtre.
Il est dirigé, depuis 2021, par Lucas Bonnifait. Cette nouvelle direction amène alors un nouveau projet artistique et une nouvelle identité au théâtre et à ses deux lieux. Le « Théâtre 13 / Seine » devient alors « Théâtre 13 / Bibliothèque », en lien avec la station Bibliothèque François Mitterrand sur la ligne 14 du métro, et le « Théâtre 13 / Jardin » devient alors « Théâtre 13 / Glacière » en lien avec la station Glacière sur la ligne 6 du métro. 